# إيلاغان
إيلاغان (بالإنجليزية: City of Ilagan) هي مدينة في الفلبين، تتبع ايزابلا، هي عاصمة ايزابلا، بلغ عدد سكانها 135٬174  نسمة، في 2010، تبلغ مساحتها 1٬166٫26 كيلومتر مربع، رمزها البريدي هو 3300.

## الموقع
تشترك في الحدود مع:
- Tumauini [الإنجليزية]‏
- Gamu [الإنجليزية]‏
- Benito Soliven [الإنجليزية]‏
- San Mariano, Isabela [الإنجليزية]‏.

## المناخ
يظهر الجدول التالي التغييرات المناخية على مدار السنة لإيلاغان:
| البيانات المناخية لـإيلاغان       | البيانات المناخية لـإيلاغان | البيانات المناخية لـإيلاغان | البيانات المناخية لـإيلاغان | البيانات المناخية لـإيلاغان | البيانات المناخية لـإيلاغان | البيانات المناخية لـإيلاغان | البيانات المناخية لـإيلاغان | البيانات المناخية لـإيلاغان | البيانات المناخية لـإيلاغان | البيانات المناخية لـإيلاغان | البيانات المناخية لـإيلاغان | البيانات المناخية لـإيلاغان | البيانات المناخية لـإيلاغان |
| الشهر                             | يناير                       | فبراير                      | مارس                        | أبريل                       | مايو                        | يونيو                       | يوليو                       | أغسطس                       | سبتمبر                      | أكتوبر                      | نوفمبر                      | ديسمبر                      | المعدل السنوي               |
| --------------------------------- | --------------------------- | --------------------------- | --------------------------- | --------------------------- | --------------------------- | --------------------------- | --------------------------- | --------------------------- | --------------------------- | --------------------------- | --------------------------- | --------------------------- | --------------------------- |
| متوسط درجة الحرارة الكبرى °م (°ف) | 29 (84)                     | 30 (86)                     | 32 (90)                     | 35 (95)                     | 35 (95)                     | 35 (95)                     | 34 (93)                     | 33 (91)                     | 32 (90)                     | 31 (88)                     | 30 (86)                     | 28 (82)                     | 32 (90)                     |
| متوسط درجة الحرارة الصغرى °م (°ف) | 19 (66)                     | 20 (68)                     | 21 (70)                     | 23 (73)                     | 23 (73)                     | 24 (75)                     | 23 (73)                     | 23 (73)                     | 23 (73)                     | 22 (72)                     | 21 (70)                     | 20 (68)                     | 22 (71)                     |
| الهطول مم (إنش)                   | 31.2 (1.23)                 | 23 (0.9)                    | 27.7 (1.09)                 | 28.1 (1.11)                 | 113.5 (4.47)                | 141.4 (5.57)                | 176.4 (6.94)                | 236.6 (9.31)                | 224.9 (8.85)                | 247.7 (9.75)                | 222.9 (8.78)                | 178 (7.0)                   | 1٬651٫4 (65)                |
| متوسط الأيام الممطرة              | 10                          | 6                           | 5                           | 5                           | 13                          | 12                          | 15                          | 15                          | 15                          | 17                          | 16                          | 15                          | 144                         |
| المصدر: World Weather Online      |                             |                             |                             |                             |                             |                             |                             |                             |                             |                             |                             |                             |                             |

## أعلام
- فريدي أغيلار